# 呂策爾河
47°24′39″N 7°29′40″E / 47.41093°N 7.49453°E

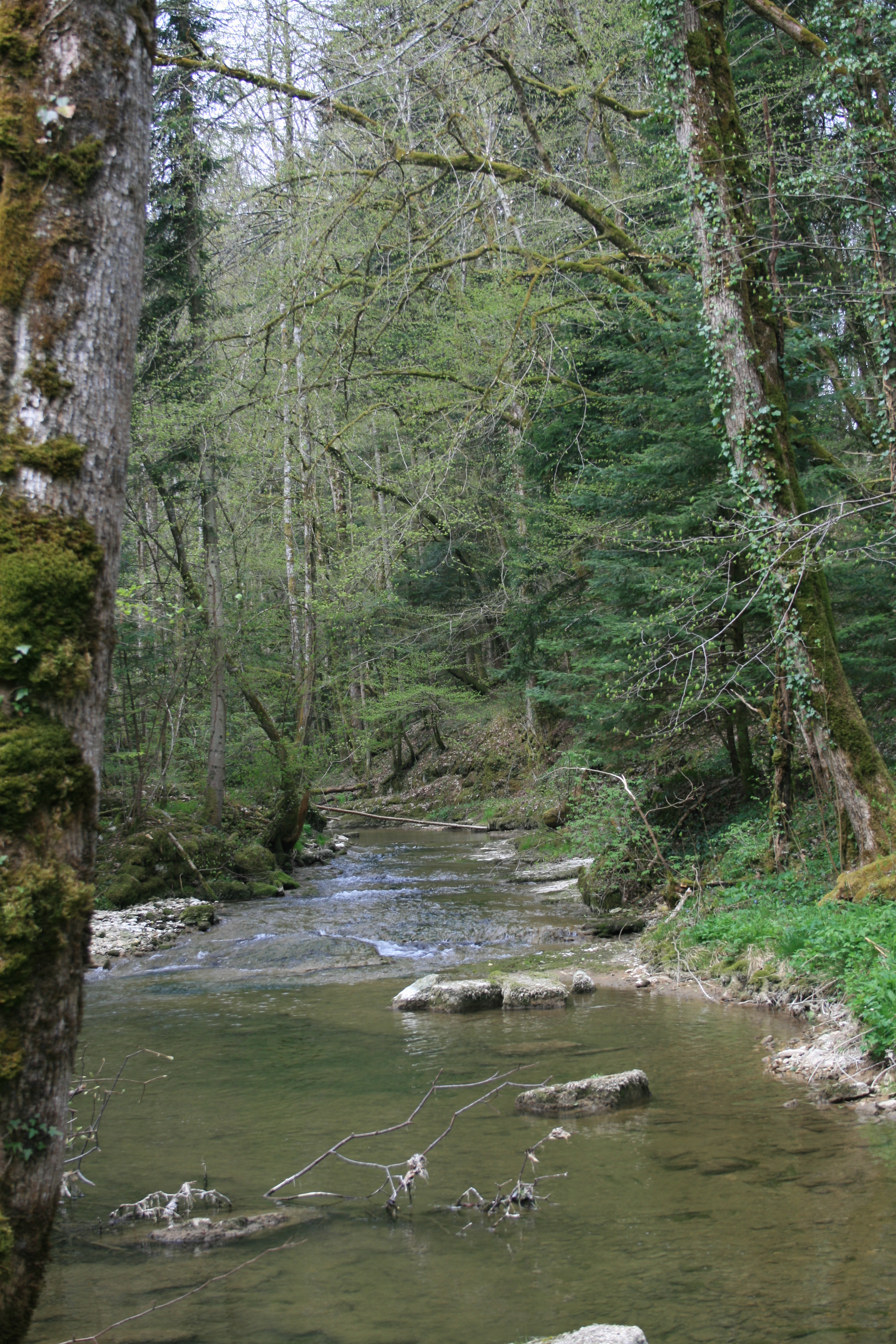

呂策爾河是西歐的河流，流經瑞士和法國，河道全長28公里，流域面積79平方公里，發源自布里尼翁，河口處在勞芬和利斯貝格之間。